# Communauté métropolitaine de Bruxelles

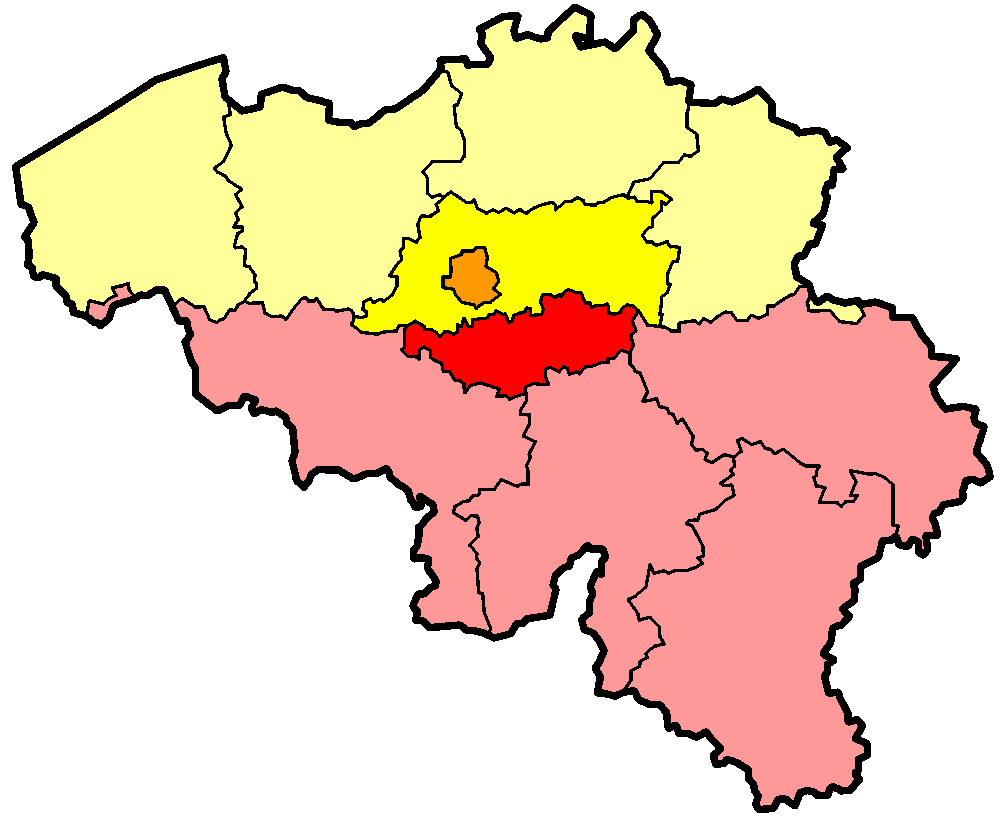
La communauté métropolitaine s'étend sur trois régions.

La communauté métropolitaine de Bruxelles (néerlandais : Hoofdstedelijke gemeenschap van Brussel) est un organisme de concertation prévu par la loi du 19 juillet 2012 qui concerne des matières d'importance transrégionale telles que la mobilité, la sécurité routière et les travaux routiers dans et autour de Bruxelles. Toutes les villes et communes de la Région de Bruxelles-Capitale, du Brabant wallon et du Brabant flamand (soit de l'ancienne Province de Brabant d'avant 1995) font légalement partie de cette communauté métropolitaine. Un accord de coopération entre les régions doit encore fixer les modalités et l'objet de cet organisme.
La création de cet organisme est une des conséquences de l'accord sur la scission de l'arrondissement de Bruxelles-Hal-Vilvorde du 14 septembre 2011. Il s'agira d'un organisme consultatif. Les décisions prises par la communauté métropolitaine de Bruxelles ne seront pas contraignantes.